# Luba Goy
Pour les articles homonymes, voir Goy (homonymie).
Luba Goy est une actrice et une humoriste canadienne d'origine ukrainienne, née le 8 novembre 1945 à Haltern en Allemagne dans une famille de réfugiés ukrainiens. 

## Biographie
Ses parents ont immigré au Canada en 1951. Luba a grandi à Ottawa. Bien que née à l'étranger, elle maîtrise l'ukrainien et, à l'occasion, présente des sketchs en cette langue pour la communauté ukrainienne.

## Filmographie
- 1970 : Legend
- 1977 : Math Patrol (série télévisée) : Cast
- 1979 : W.O.W. (série télévisée) : Ami the Robot
- 1980 : Bizarre (série télévisée) : Jewish Daughter / Various Characters
- 1981 : Just Ask, Inc. (série télévisée) : Ami
- 1981 : Improper Channels (en)
- 1982 : Meurtre par téléphone (Murder by Phone) de Michael Anderson : Beth Freemantle
- 1983 : Bits and Bytes (série télévisée, version anglaise d'Octo-puce) : coanimatrice
- 1985 : Les Bisounours (The Care Bears) (série TV) : Lotsa Heart Elephant / Gentle Heart Lamb (voix)
- 1985 : Les Bisounours : le film (The Care Bears Movie) : Lotsa Heart Elephant / Gentle Heart Lamb (uncredited) (voix)
- 1985: Jayce et les Conquérants de la lumière ("Jayce and the Wheeled Warriors") (série TV) : Oon
- 1986 : Every Dog's Guide to Complete Home Safety (voix)
- 1986 : Unnatural Causes (TV) : Rena
- 1987 : The Care Bears Adventure in Wonderland : Lots-A-Heart Elephant (voix)
- 1991 : Every Dog's Guide to the Playground : Honey (voix)
- 1992 : The Trial of Red Riding Hood (TV) : Sleepy Slocum
- 1992 : Used People : Nursing Home Staff Member
- 1993 : Royal Canadian Air Farce (série TV) : Queen Elizabeth / Kim Campbell / Sheila Copps / Brenda the Bingo Lady / Margaret Atwood / Taffi / Valerie Pringle / Jane Stewart / Pamela Wallin / Sandie Rinaldo / Laura Bush / Monica Lewinsky / Vera / Various
- 2001 : The Secret : Gossip 2
- 2002 : Duct Tape Forever : Easterbrook's Patron #3